# Скуратов, Дмитрий Петрович
Дмитрий Петрович Скура́тов (1802, Тульская губерния — 1885, Симбирская губерния) — русский экономист, цензор Санкт-Петербургского цензурного комитета. Участник «Северного общества». Действительный статский советник.

## Биография

### Детство
Родился 18 (30) июня 1802 года в селе Большое Скуратово Чернского уезда Тульской губернии в дворянском семье Скуратовых. Отец — отставной ротмистр Пётр Алексеевич Скуратов (1748 — до 1822); мать — Мария Александровна (урожденная Страхова; ?—1846). Дмитрий был пятым ребёнком из шести; до него родились: Елизавета (род. 1790), Мария (род. 1791), Павел (1793—1829), Алексей (1800 — до 1839); после него — Анна (род. 1807).
«Оставшись круглым сиротой в раннем детстве», до 16-летнего возраста безвыездно прожил в своей родной деревне Скуратово.
В 1818 году он поехал в Петербург и в следующем 1819 году сдал экзамен и поступил юнкером в лейб-гвардии Преображенский полк. Из-за близорукости в 1823 году вышел в отставку подпрапорщиком.

## Участие в движении декабристов
Был знаком со многими будущими декабристами и, возможно, разделял их взгляды. Имя Д. П. Скуратова упоминается в материалах следствия по делу декабристов.
6 апреля 1826 года А. В. Поджио показал, что подпрапорщик Дмитрий Скуратов: «не могли не сомневаться в цели нашей, для сего достаточны были частые сношения их со мной, Валерианом Голицыным, с Никитой Муравьевым и в особенности с кн. Оболенским».
Активный участник движения князь Е. П. Оболенский показал на следствии о Скуратове: « … молодой человек, служивший юнкером в Преображенском полку, откуда он вышел в отставку в 1823-м году. Его семейство связано родством и самою кроткою дружбою с семейством Кашкиных и с моим. Уезжаю отсюда, я ему точно давал письма к Кашкину».
В. М. Голицын, также в своих показаниях говорил о возможном участии Дмитрия Скуратова в тайном обществе. В целом, по показаниям даже если Скуратов и не был формальным членом «Северного общества», но разделял их взгляд и, вероятно, рассматривался как кандидат в члены общества.
Косвенным подтверждением является и свидетельства дочери Х. Д. Рахманиновой, написанные для «Русского биографического словаря»:
Гвардейские офицеры сошлись с С[куратовым]., полюбили его, но прозвали «диким ребёнком» за то, что он не примкнул ни к одному из «тайных» политических кружков, образовавшихся в то время среди офицеров некоторых полков гвардии, и доказывал офицерам, что они затевают пустое и не найдут сочувствия своим замыслам в народе.
Появление данного свидетельства является неслучайным. По видимому, в его основе лежал рассказ отца, стремящегося показать свою не причастность к заговорщика. Тем не менее «свободомыслящий» (по определению А. В. Поджио) Скуратов был хорошо осведомлен о существовании тайного общества. Он был человеком, с которым откровенно обсуждались цели и планы общества. Скорее всего, Скуратов принадлежал к членам Северного общества и, возможно, был принят в 1823 г. Оболенским.

### Гражданская служба
С 11 мая 1823 по 15 июня 1828 года — канцелярский чиновник Комитета правления академии наук с чином коллежского регистратора. Затем был на службе с 30 октября 1829 по 10 февраля 1832 года. Вновь вернулся на службу только 20 февраля 1863 года — сначала чиновником особых поручений к министру внутренних дел, а потом цензором Санкт-Петербургского цензурного комитета.
С 8 апреля 1873 года — действительный статский советник. Кавалер орденов Св. Анны 2-й степени (1868), Св. Владимира 3-й степени (1877).

Редактор-издатель газеты «Экономист» А. А. Красильников приводит следующие характерные случаи из цензорской деятельности Скуратова:
Просматривая перевод «Истории Англии» Маколея, он нашел в нем такие ультрарадикальные суждения, каких Маколей никогда не мог иметь. По справке с подлинным текстом оказалось, что таковой был искажен вставкою собственных измышлений переводчика.
Вычеркнув все лишнее, С. на полях корректуры написал красными чернилами точный перевод текста Маколея.
Возмущенный такою поправкою издатель, г-н Тиблен, явясь на другой день для объяснения, заявил с негодованием, что он никак не ожидал, чтоб г-н цензор, не довольствуясь вымарыванием не нравящихся ему мест в сочинении такого авторитетного писателя, как Маколей, мог дозволить себе ещё заменять их своими собственными измышлениями, и что в Западной Европе ни один цензор не решится поступать таким образом.
Спросив издателя, понимает ли он по-английски и получа утвердительный ответ, С. предложил ему сличить текст его переводчика с английским текстом Маколея.
Провожая сильно сконфуженного издателя, С., в свою очередь, заметил ему, что он уверен, что в Западной Европе ни один издатель не дозволит себе издавать так умышленно искаженных переводов известных писателей". За пропуск статьи против залога государственных имуществ во вновь учрежденном банке барона Френкеля (1866 г.) С. едва не лишился места цензора, — его спасла предусмотрительность: так как он послал эту статью к цензору Министерства Финансов, который также её одобрил, то он отделался лишь замечанием, что должен был иметь такт не посылать ему этой статьи.

Дельных статей С. никогда не задерживал; но если он встречал в них резкие, не идущие к делу выражения и суждения, то настаивал, чтобы авторы смягчили их, повторяя свою любимую поговорку: «то же бы слово, да не так ты молвил».Русский  биографический словарь
Должность цензора была особенно ответственна в 1860-х годах, в разгар либерально-прогрессивного движения, но Скуратов умело и с достоинством выходил из затруднительного положения, благодаря всестороннему знакомству с вопросами дня и с иностранной литературой в подлинниках.
В 1879 году он уже состоял членом Совета Главного управления по делам печати Российской империи.
Несмотря на постигшую его в последние годы болезнь, Скуратов сохранил до самой смерти все свои умственные способности. Умер 14 (26) мая 1885 года в селе Жуково, Буинского уезда, Симбирской губернии.

## Д. П. Скуратов — предприниматель и меценат
По возвращении в Россию, Скуратов продал свое родовое тульское имение Скуратово, а вместо него купил в Верейском уезде Московской губернии село Наро-Фоминское.
В 1834 году решил завести в своем имении бумагопрядильную фабрику. В 1840 году фабрика начала производство продукции.

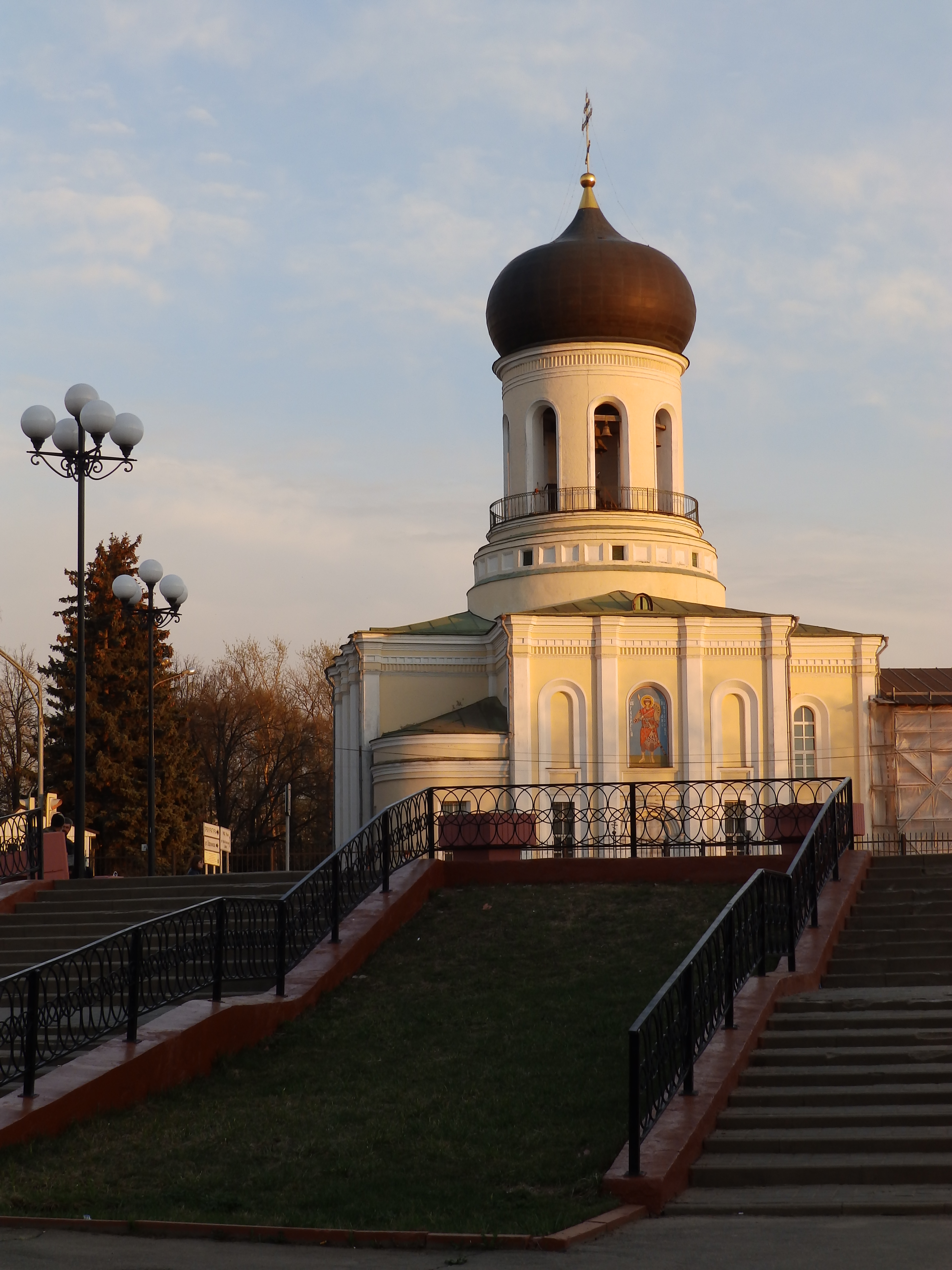
Никольский храм. г. Наро-Фоминск

«Московские Губернские Ведомости» писали: 
«Владельцы имели сначала намерение набрать вольных работников, но по недостатку промышленного духа в крестьянах предложение сие оказалось неудобоисполнительным. Ныне же наиболее число работников составляют крепостные крестьяне». 
В 1844 году 925 крестьян принадлежали владельцам фабрики, а 306 работали «по контрактам помещиков».
В 1845 году при фабрике открыл школу для фабричных детей. В том же году была заложена церковь во имя святителя Николая в селе Фоминском, на берегу реки Нары. Её строительство, по проекту архитектора П. П. Буренина было завершено в 1852 году, к сорокалетней годовщине войны 1812 года.
16 августа 1849 года было утверждено товарищества «ЛУКИН, СКУРАТОВ И К». Важную роль в этом сыграло расширение в 1853 г. ткацкого производства на 300 станков. Это товарищество с приобретением Софьинской бумагопрядильной фабрики при Малой Наре получило название «КОМПАНИЯ НАРСКИХ МАНУФАКТУР», его Устав был утверждён императором 19 июня 1858 года. А капитал назначался в 750 тысяч рублей серебром, и состоял из всего совместного имущества товарищества.а ней работало 440 человек. Использовались 32 машины, приводимые в движение одной паровой и одной водноприводной. Общая сумма годового производства составляла 207 036 рублей серебром.
Однако в США, основном экспортёре хлопка, в 1861—1865 годах произошла Гражданская война между Севером и Югом, из-за чего вывоз хлопка оттуда в Россию резко сократился, а цены поднялись в несколько раз. Многие предприятия, работавшие на хлопке, а не на шерсти, как другие в Московской губернии, понесли убытки и среди них, Наро-Фоминская бумагопрядильная фабрика. Экономическое влияние на дальнейшее ухудшение фабричного производства оказала и Крестьянская реформа в России, в результате которой крепостные крестьяне, получив свободу, перестали зависеть от подневольного труда. Не готовый перестроиться к новым экономическим условиям, Скуратов разорился и в 1861 году продал фабрику князьям Щербатовым.
Кроме того, Д. Скуратов состоял пайщиком Протвинской мануфактуры, где имел 25 паёв на сумму 12 500 рублей.

## Экономические взгляды
Скуратов принадлежал к тому небольшому кружку русских экономистов-протекционистов, которые с конца 1850-х годов пытались уберечь Россию от последователей учения свободной торговли. В этом направлении Скуратов, по просьбе московских купцов, написал записку, но она не нашла сочувствия ни у министра финансов А. X. Рейтерна, ни у петербургских чиновников вообще.
Когда Рейтерн задумал восстановить курс русского рубля посредством заграничного займа в 70 миллионов, Скуратов подал ему также записку, в которой доказывал, что стремление поднять курс рубля чисто искусственным путем, без заботы о развитии промышленности, послужит лишь к бесполезной трате государственных средств и к обременению русских финансов. Рейтерн оставил и эту записку С. без внимания: заем был заключен, курс восстановлен на несколько месяцев, а затем пал ещё ниже.

## Общественная деятельность
Скуратов был одним из основателей «Общества содействия русской промышленности и торговле» и деятельным его членом в течение нескольких лет. Кроме экономических вопросов он интересовался и другими современными общественными вопросами, а в особенности вопросом о народном образовании.
Статьи его печатались иногда отдельными брошюрами, большею же частью помещались в разных журналах, а именно: в «Вестнике Промышленности», «Русском Вестнике», «Северной Почте», «Неделе», «Биржевых Ведомостях», «Коммерческой Газете», «Торговом Сборнике», «Пчеле» и «Петербургских Ведомостях». Должность цензора была особенно ответственна в 1860-х годах, в разгар либерально-прогрессивного движения, но Скуратов умело и с достоинством выходил из затруднительного положения, благодаря всестороннему знакомству с вопросами дня и с иностранной литературой в подлинниках.
Как утверждает Барсуков Н. П., ссылаясь на Т. И. Филиппова, комедия А. Островского «Свои люди — сочтёмся» была напечатана по ходатайству Дмитрия Петровича Скуратова.

## Семья
Жена — Фаина Алексеевна (урожденная Мусина-Пушкина). Их дети:
- Ольга — жена Дмитрия Павловича Еремеева, симбирского гражданского губернатора в 1869—1873 годах
- Александр — капитан 2 ранга в 1885 году
- Алексей
- Борис
- Михаил
- Христина — жена статского советника Рахманинова.

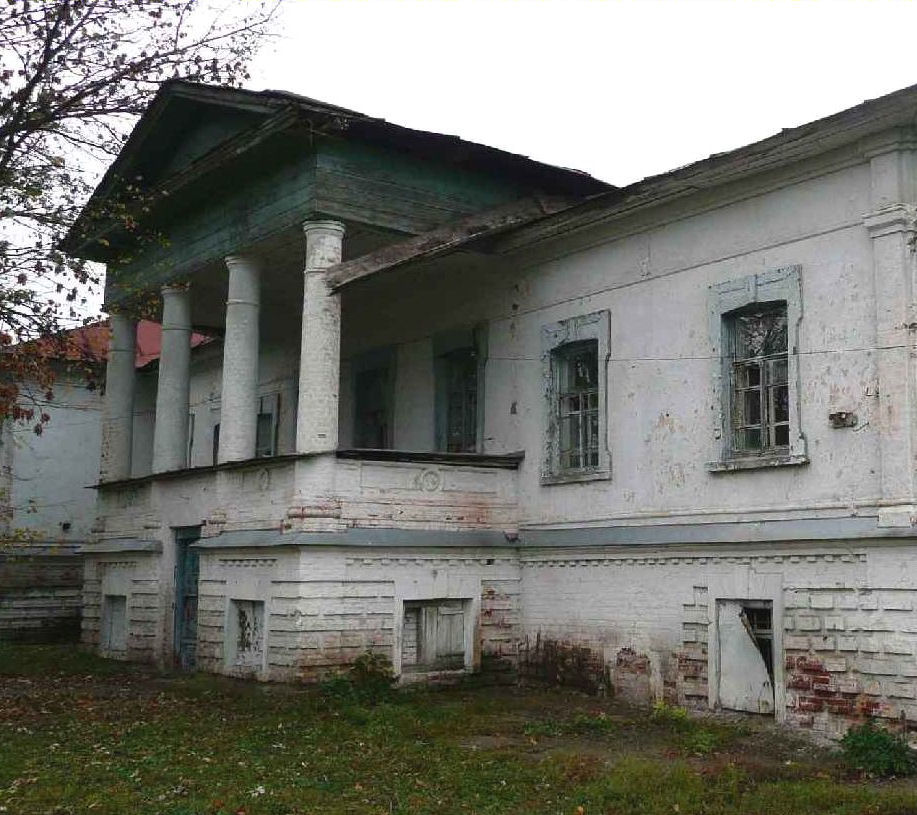
Усадебный дом Скуратовых в селе Павловка Добринского района

## Адреса
Дом (Лукина и Скуратова) в Москве, улица Большая Полянка.
Имения:
- село Павловское Усманского уезда Тамбовской губернии
- село Скуратово Чернского уезда Тульской губернии
- деревня Афанасовка Верейского уезда Московской губернии[17]
- село Наро-Фоминское Верейского уезда Московской губернии[18].
- деревня Куровка Верейского уезда Московской губернии[19].

## Комментарии
1. ↑  Это сообщение «Русского биографического словаря А. А. Половцова» противоречит Родословцу, составленному В. И. Чернопятовым (Дворянское сословие Тульской губернии. — С. 579), где годом смерти матери указывается 1846 год.